# Rojales
Rojales, en castillan et officiellement (Rojals en valencien) est une commune d'Espagne de la province d'Alicante dans la Communauté valencienne. Elle est située dans la comarque de la Vega Baja del Segura et dans la zone à prédominance linguistique castillane.

## Géographie

Localisation de Rojales
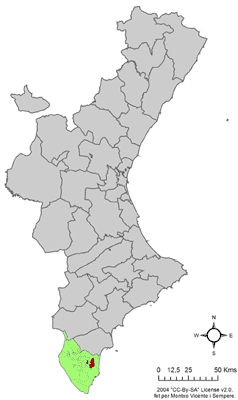
dans la Communauté valencienne.
dans la comarque de la Vega Baja del Segura.

## Démographie
recensement 2018 :7689 habitants

## Administration
adjointe au maire : Kaina de la chella. Adjoint à la sécurité :nail zoro adjointe au sport :Lina beauta adjoint voirie :samir conquista

## Économie
maire : saba de la Chella